# Ефремов, Данила Ефремович
Данила Ефремович Ефремов (1690-1760) — представитель донского рода Ефремовых, войсковой атаман войска Донского с 1738 по 1753 годы. Основатель слободы Даниловка (Даниловский район Волгоградской области), названной его именем.

## Биография
Данила Ефремов был сыном старшины донского войска Ефрема Петрова, участника Лифляндского похода 1702 года и казнённого Булавиным при взятии Черкасска в 1708 году; дата рождения Данилы Ефремова точно неизвестна.
Впервые Данила Ефремов заявил себя на боевом поприще в ранней молодости: 28 января 1707 года он участвовал с другими казаками в атаке на главную квартиру шведского короля Карла XII в Галиции. В том же году Ефремов был избран походным атаманом донских казаков и в сражении под Калишем, против шведского генерала Реншильда, в течение четырёх часов сопротивлялись значительно превосходящим силам противника.
В 1726 году Ефремов находился на службе в крепости Св. Креста и был тамошним старшиной, в следующем году находился в Низовом корпусе. В 1734 году он в том же корпусе был походным атаманом
В 1736 году, будучи ещё старшиной, Ефремов был послан к калмыцкому хану Дундуку-Омбо, желавшему отложиться от России. Ефремов нагнал хана за Кубанью и, обещая прощение, уговорил возвратиться. В удостоверение своих слов он оставил заложниками у хана своего сына Степана с несколькими именитыми казаками, сам же отправился в Санкт-Петербург и убедил императрицу Анну Иоанновну простить Дундука-Омбо. Калмыки были приведены к присяге, сам Дундук-Омбо в 1737 г. пожалован в ханское достоинство, а Ефремов в 1738 году пожалован императрицей войсковым атаманом донских казаков.
Кроме дипломатических способностей, Ефремов проявил военные и административные таланты. В 1738 г. кубанские горцы, нахлынув в большом числе на землю Донского войска, разорили Быстрянскую станицу и напали на Каргальскую, но Ефремов, собрав войско, «сколько онаго из оставшихся за командованием в армии казаков в домах найтиться могло», разбил и прогнал неприятеля обратно к Кубани. В следующем году набег повторился, и враги снова были разбиты донцами в верховьях реки Грушевка.
К атаманству Ефремова относятся постройка крепости около Черкасска и пожар, случившийся 12 августа 1744 г. и истребивший почти весь город. До того времени Черкасск был обнесён лишь палисадом; Ефремов же решил сделать каменные стены, которые защищали бы город также и от весенних разливов Дона. Но нашлись лица, которые послали в Санкт-Петербург донос, будто «оная ограда строится формальною дефензией во всем, яко крепости быть надлежит». Ефремов был вызван в Санкт-Петербург и на допросе показал, что стена строится около Черкасска вовсе не с «регулярной дефензией, но как ограда и стены каменные около монастырей строятся… для единого только утверждения от воды, которая повсегодно многие убытки чинит». Наряженное следствие выяснило правоту слов атамана, и указом императрицы Елизаветы Петровны в 1744 г. было повелено Ефремова отпустить на Дон, но стену разрешили строить лишь с турецкой стороны. В 1749 г. Ефремову был пожалован портрет императрицы Елизаветы с бриллиантами, в том же году, по приезде в Москву, он был награждён 400 рублями.
Пробыв в звании войскового атамана более пятнадцати лет, Ефремов в 1753 г. сам просил об увольнении, по преклонности лет, от атаманства и о назначении на его место его сына Степана. Императрица уволила Ефремова от должности, наградив чином генерал-майора. Степан Ефремов был назначен атаманом, но с тем, чтобы он «в нужных делах, случающихся по пограничному месту, и во внезапных приключениях по ордерам и наставлениям отца поступал». «Для отправления же секретных дел, — сказано было дальше в указе, — кои на него положены, дать ему, Даниле Ефремову, писаря и адъютанта, тако же 100 человек казаков из Донских, кого он сам к тому способных выберет». Таким образом, была основана «сотная» команда, послужившая основанием для образования в 1775 г. казачьего Атаманского полка.
В 1755 г. снова было повелено как войсковому атаману (Степану), так и всему войску Донскому состоять под главным начальством Данилы Ефремова.
В Семилетнюю войну, несмотря на свои преклонные лета, Ефремов принял команду над донскими полками, наряженными в Померанию. В 1759 г. он был пожалован в тайные советники «за добропорядочный поход через Польшу и за оказанные во время Померанской кампании дела мужества и особенно за весьма исправную в войске дисциплину».
Умер в 1760 году и похоронен в Черкасске у правой стены Ратниковской Преображенской церкви.

## Память
- 26 августа 1904 года войсковой атаман Данила Ефремов был назван вечным шефом 14-го Донского казачьего полка.
- Изображён на памятнике «Основателям крепости Димитрия Ростовского» в центре Ростова-на-Дону сидящим на трофейной пушке (2009).
- Его именем назван Аксайский казачий кадетский корпус (2005).